# Trattinnickia boliviana
Trattinnickia boliviana là một loài thực vật có hoa trong họ Burseraceae. Loài này được (Swart) Daly miêu tả khoa học đầu tiên năm 1999.